# Shinya Hagihara
Shinya Hagihara (萩原 慎也 Hagihara Shinya?,  nacido el 7 de abril de 1971 en Yamanashi) es un exfutbolista japonés. Jugaba de defensa y su último club fue el Ventforet Kofu de Japón.

## Trayectoria

### Clubes
| Club           | País  | Año         |
| -------------- | ----- | ----------- |
| Ventforet Kofu | Japón | ???? - 1999 |